# Limnodynastidae
Los limnodinástidos (Limnodynastidae) son una familia de anfibios anuros compuesto por 8 géneros y 43 especies endémicos de Nueva Guinea, Australia y las islas Aru. Son un grupo diverso de anuros que varían desde los 35 a los 115 mm de largo. Varias especies son cavadores, presentando la mayor parte de los géneros pupilas verticales. Están emparentados con los miembros de las familias Myobatrachidae y Calyptocephalellidae.

## Géneros
Se reconocen los siguientes según ASW:
- Adelotus Ogilby, 1907 (1 sp.)
- Heleioporus Gray, 1841 (6 sp.)
- Lechriodus Boulenger, 1882 (4 sp.)
- Limnodynastes Fitzinger, 1843 (11 sp.) tipo
- Neobatrachus Peters, 1863 (9 sp.)
- Notaden Günther, 1873 (4 sp.)
- Philoria Spencer, 1901 (6 sp.)
- Platyplectrum Günther, 1863 (2 sp.)

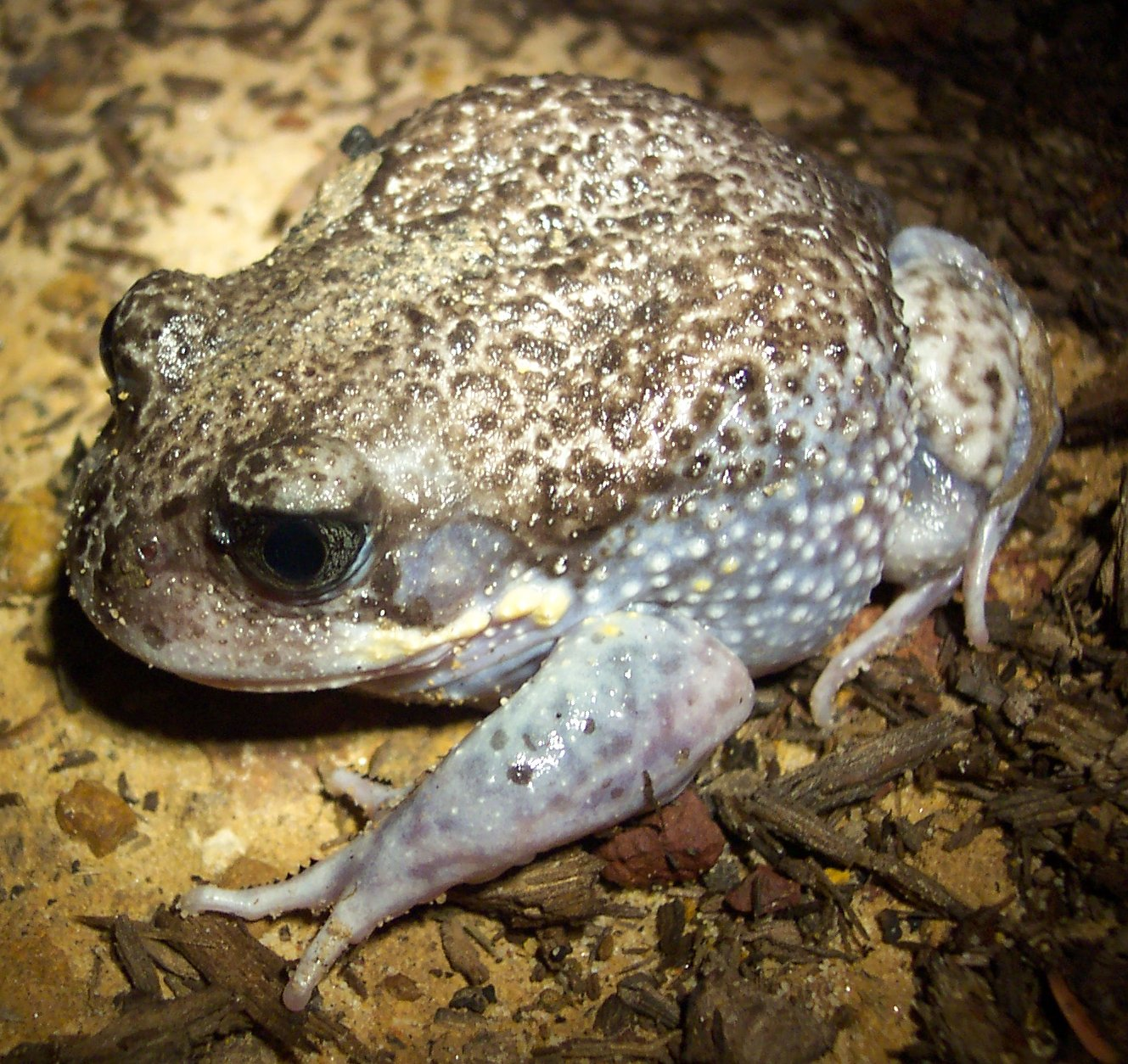
Heleioporus australiacus
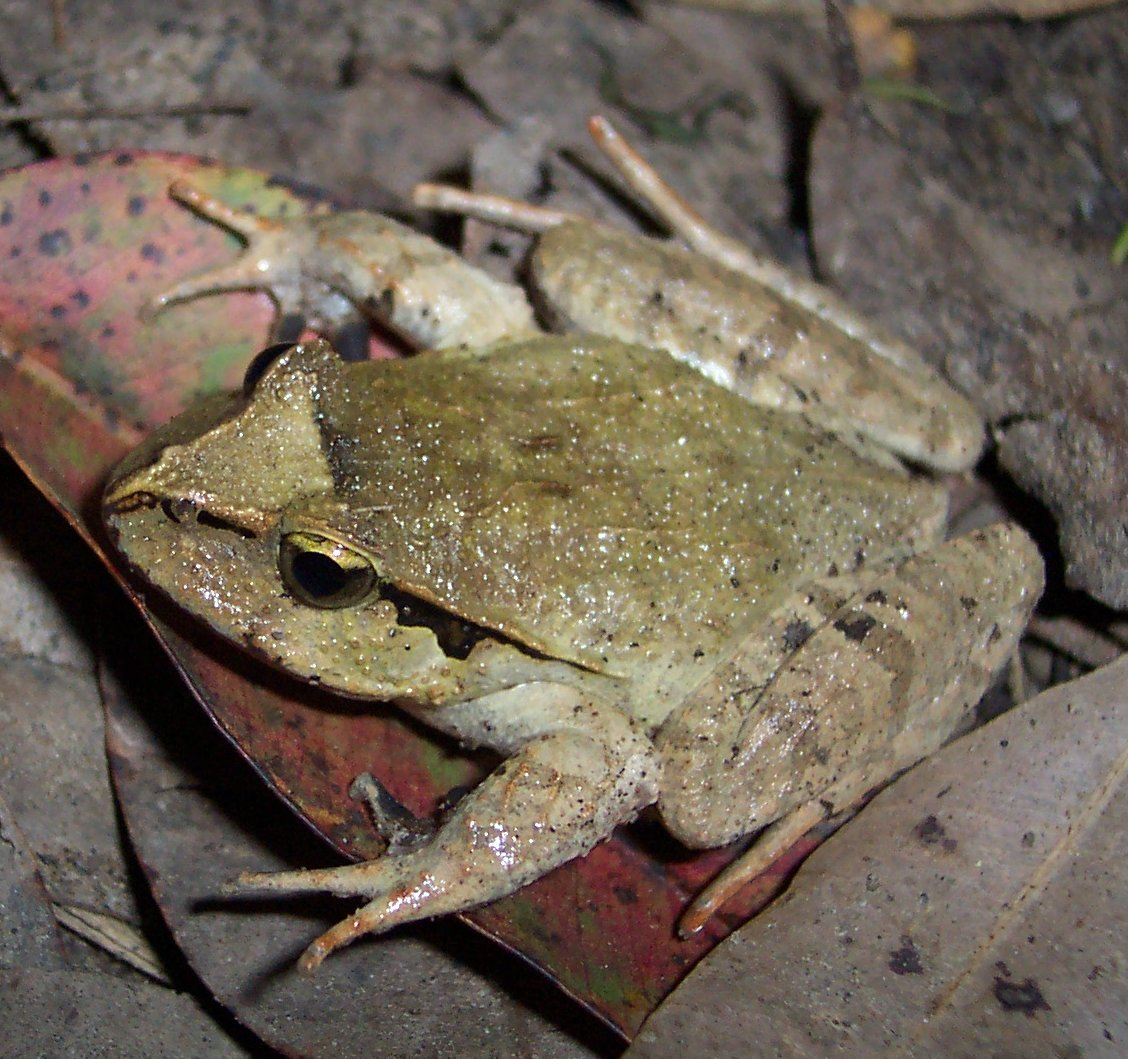
Lechriodus fletcheri
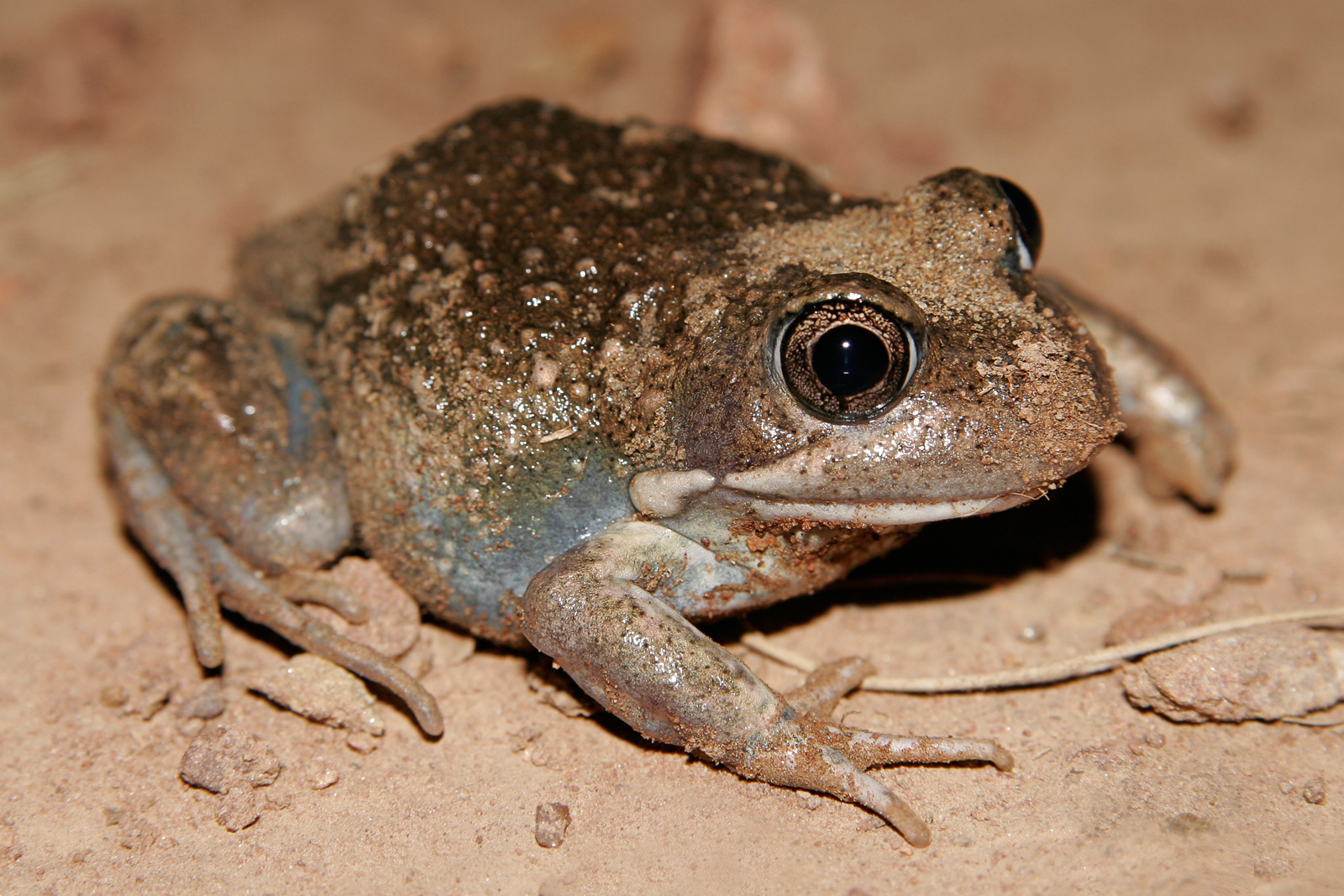
Limnodynastes dumerili
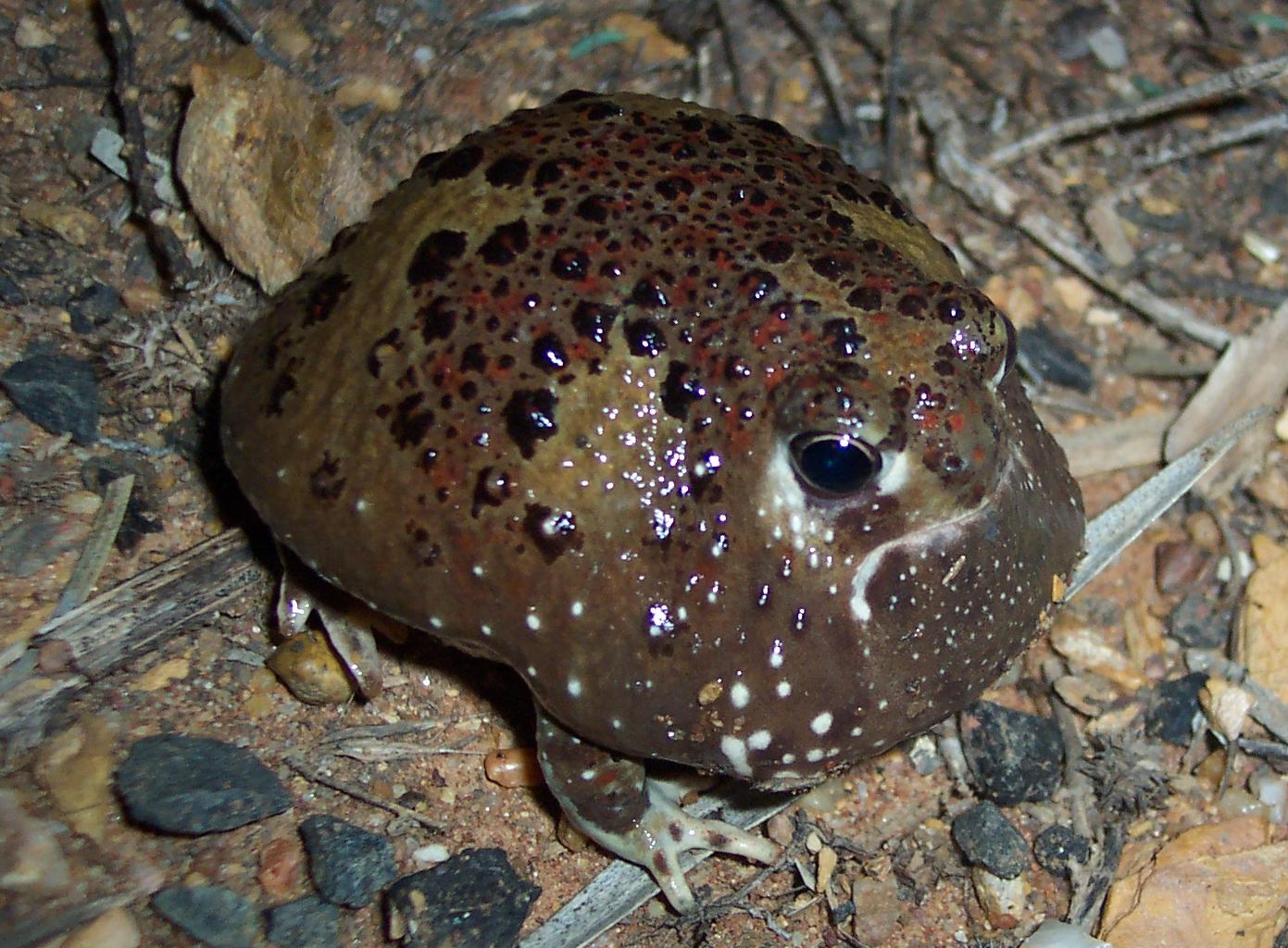
Notaden bennettii